# Dziedzice (województwo mazowieckie)
Dziedzice – wieś sołecka w Polsce położona w województwie mazowieckim, w powiecie płockim, w gminie Bielsk.
W latach 1975–1998 miejscowość administracyjnie należała do województwa płockiego.
1 stycznia 2003 będące dotychczasową częścią wsi Dziedzice za Olszyną zostały zlikwidowane jako osobna miejscowość.